# Jakob Bonde Nielsen
Jakob Bonde Nielsen (født 28. april 2001) var fra april 2017 til juni 2018 formand for Danske Skoleelever, DSE. Han var i skoleåret 2016/17 elev i 9. klasse på Byens Skole i Valby.
Valget af Jakob Bonde Nielsen som formand for DSE var det første egentlige kampvalg om formandposten i organisationens historie. Begge de opstillede kandidater var fra København. Endvidere var Jakob Bonde Nielsen som elev fra Byens Skole den anden af DSEs indtil da 11 formænd, der kom fra en skolegang på en friskole. På sin skole blev Jakob allerede i 4. klasse valgt til elevrådet og året efter, i 5. klasse, blev han valgt som formand for elevrådet.
Før valget som formand for DSE, havde Jakob været aktiv i organisationen i henved 2 år, og bestred i perioden 2016-2017 posten som formand for Danske Skoleelever i Region Hovedstaden.
I skoleåret 2017/2018 virkede Jakob på fuld tid som såvel formand og som medarbejder på DSEs sekretariat i Risskov.
I august 2018 begyndte han på en gymnasial uddannelse på Københavns åbne Gymnasium.
Efter sin tid i DSE har Jakob Bonde Nielsen været aktiv  i Danmarks Socialdemokratiske Ungdom. Den 6. september 2019 valgt som lokalformand for DSU Vesterbro-Sydhavnen, hvor han den 29 februar 2020 blev valgt som politisk sekretær i DSU København.[kilde mangler]